# チョン・カーケイ

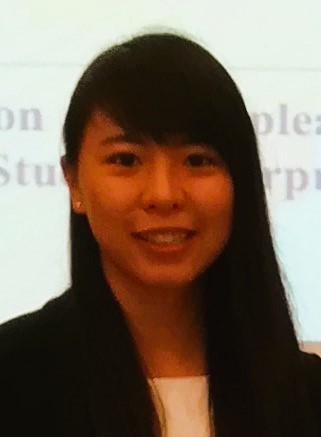
2018年11月8日、香港中文大学

蔣嘉琦（チョン・カーケイ、Kei Chiong、1992年12月10日 - ）は、香港ジョッキークラブに所属していた元見習騎手。

## 来歴
2012年2月22日、香港ジョッキークラブが運営する見習騎手学校に入学し、騎手訓練を開始する。その後、これまでの見習騎手同様に、ニュージーランドに渡り、同地で見習騎手として騎乗を開始し、通算453戦44勝を記録した。
2015年8月に香港へ戻り、呂健威厩舎の所属騎手となって引き続き指導を受け、ジョッキークラブより見習騎手免許を獲得。2015/2016年シーズンより香港での騎乗を開始した。香港では、1993年に最初の女性騎手が誕生してから5人目の女性騎手デビューとなり、また2000年5月に余詠詩騎手が引退して以来、15年ぶりのジョッキークラブ所属女性騎手となった。
なお2016年3月10日までは、沙田競馬場のみ騎乗可能な限定免許であったが、以後はハッピーバレー競馬場でも騎乗可能となった。
その後は、安定した成績を記録していたが、負傷の影響で2017-2018年シーズンには騎乗せず、2018年1月8日に正式に騎手を引退した。同騎手の引退により、2024年に1名デビューする迄の6年間、香港には女性騎手が不在となっていた。
騎手引退後は、2022年に香港ジョッキークラブの馬主に競走馬を仲介・販売する会社を設立し、業務を行っている。

## 騎乗記録
2015年9月6日、沙田競馬場で香港での騎乗を開始し、この日は4戦して2着が1回だけであったが、10月10日の第4競走で香港での初勝利を挙げた。
しかし、12月13日の第3競走にて、ゴール直前で落馬して指を骨折し、2016年2月21日までの2ヶ月間、休養を余儀なくされた。
2月28日、第1競走にて復帰後初勝利を挙げると、3月6日には特別競走で勝利を挙げ、また3月16日には、ハッピーバレー競馬場でも初勝利を記録した。
4月10日には、11競走中7回騎乗して4勝(2着1回)を挙げ、騎師王こそジョアン・モレイラ騎手に譲ったものの、現地メディアでは、「香港競馬の歴史を創った。」と高く評価された
5月1日、第5競走でその日2勝目を挙げて通算20勝目に到達し、それまでの余騎手が持っていた女性騎手の勝利数記録である19勝を、わずか1季で破った。またこれにより、デビュー以来10ポンドの減量が与えられていたのが、7ポンドに変更となった。
5月7日終了時点で22勝を記録し、リーディング争いでも10位につけていた。
7月10日のシーズン終了を持って37勝を記録した。
2018年1月8日をもって騎手を引退した。
|            | 日付           | 競馬場・開催 | 競走名          | 馬名     | 頭数 | 人気 | 着順 |
| ---------- | -------------- | ------------ | --------------- | -------- | ---- | ---- | ---- |
| 初騎乗     | 2015年9月6日   | 沙田競馬場5R | クラス4ハンディ | 尊皇速龍 | 14頭 | 9    | 6着  |
| 初勝利     | 2015年10月10日 | 沙田競馬場4R | クラス4ハンディ | 頌友     | 12頭 | 2    | 1着  |
| 重賞初騎乗 | 2016年6月19日  | 沙田競馬場3R | G3 精英プレート | 人強馬勁 | 7頭  | 3    | 6着  |

## 年度別成績表
- 香港競馬

| シーズン      | 騎乗数 | 勝利 | 勝利            | 勝率  | 獲得賞金           |
| シーズン      | 騎乗数 | 勝数 | 順位            | 勝率  | 獲得賞金           |
| ------------- | ------ | ---- | --------------- | ----- | ------------------ |
| 2015年/2016年 | 319戦  | 37勝 | 6位 (香港籍1位) | 11.6% | 34,408,800香港ドル |
| 通算          | 319戦  | 37勝 | 6位 (香港籍1位) | 11.6% | 34,408,800香港ドル |

※金額の単位は香港ドル、成績は2016年7月10日時点（通算成績は、香港ジョッキークラブでの記録のみ）。

## 人物・エピソード
- 香港では15年ぶりの女性騎手という事もあって、デビュー以来大変注目されており、ファンやメディアからは、「蔣小妹」・「嘉琦BB」(BBは「ベイビー」の意味)などの愛称で呼ばれている。女性騎手という事で、当初はアイドル的な扱いも受けたが、その後は騎乗技術を評価されている。